# Main St. - L'uomo del futuro
Main St. - L'uomo del futuro (Main Street) è un film del 2010 diretto da John Doyle.

## Trama
Le vite di alcuni residenti di una piccola città nel sud degli Stati Uniti cambiano con l'arrivo di uno straniero con in programma il salvataggio di questa decadente cittadina. Affrontando i problemi di tutti i giorni, ogni cittadino cerca un modo per reinventarsi e creare nuove relazioni.

## Produzione
Il film è stato girato interamente a Durham, in Carolina del Nord, nell'aprile e maggio del 2009. La sceneggiatura è stata scritta dal vincitore di un premio Pulitzer, Horton Foote, dopo aver fatto visita ad una deserta Durham durante un fine settimana.
La Myriad Pictures ha comprato i diritti di distribuzione internazionale nel maggio del 2009. Il film è stato promosso al Festival di Cannes del 2009 dai suoi produttori e protagonisti.

## Distribuzione
- Stati Uniti: Main Street, 21 ottobre 2010